# La Chasse au renard (Homer)
La Chasse au renard est un tableau peint par Winslow Homer en 1893. Il mesure 96,5 cm de haut sur 174 cm de large. Il est conservé au Pennsylvania Academy of the Fine Arts à Philadelphie.
La Chasse au renard est considérée comme l'une des meilleures peintures réalisées par un artiste américain.

## Description
À premiere vue, la scène ressemble simplement à un renard chevauchant une épaisse couche de neige recouvrant le sol. À y regarder de plus près, le renard est en fuite, sur le point de se faire attraper par le vorace représenté en noir en haut du tableau.
Dans ce tableau naturaliste, l'auteur s'identifie au renard ciblé par le prédateur, sa signature en bas à gauche du tableau ayant été modifiée pour faire écho à la forme du renard, surtout le début du H déformé pour le faire correspondre à la patte avant, et la fin du R pour le faire correspondre à la queue. Les lettres de la signature s'enfoncent dans la neige à la manière de l'animal chassé. De fait, on peut voir le peintre à la place de l'animal, bras en avant pour peindre une toile encore blanche, et la fourrure représentant les fils du pinceau, quand soudain...